# Menschen vom Varieté
Menschen vom Varieté ist ein deutsch-ungarischer Film des Regisseurs Josef von Báky, der im Artisten- und Varieté-Künstlermilieu spielt, gedreht im Jahr 1938 und 1939 in Budapest (Ungarn) und Berlin (Deutschland). Das Drehbuch schrieben Erich Willke und Thea von Harbou.
Der Film ist eine Produktion der Hunnia-Pictura-Film GmbH, unter der Produktionsleitung von Heinz Landsmann.

## Handlung
Der Artist Keats hat seine Frau Silvia Castellani an den Kunstschützen Jack Carey verloren. Zwar hat Carey Silvia Castellani nicht geheiratet, aber sie ist seit Jahren seine Partnerin. Der Zufall führt nun Keats, Silvia und Carey für ein Engagement im Coloseum-Varieté zusammen. Carey ist Silvias in jeder Hinsicht überdrüssig geworden und sucht nach einem Ersatz. Silvia spürt dies und zwischen beiden kommt es zu immer heftigeren Szenen. Drei Schwestern, die ebenfalls im Coloseum-Varieté auftreten, Alice, Gloria und die junge Ruby, werden Zeugen dieser Auseinandersetzungen. Gloria, die Carey als Künstler schon lange verehrt, bewirbt sich um die neue Assistentinnenrolle. Sie soll die Stelle nur dann erhalten, wenn ihre Schwestern zustimmen. Diese verbieten Gloria die Stelle anzunehmen: Sie fürchten um ihren Ruf, da Carey als Schürzenjäger gilt. Am nächsten Abend kommt es zu einem Unfall auf der Bühne. Bei der neuen Nummer wird Silvia Castellani von Carey angeschossen. Als Silvia Castellani aus ihrer Ohnmacht erwacht, bestätigt sie, dass sie selbst die Waffe von Carey scharf geladen hat, um sich von ihm erschießen zu lassen. Ein Leben ohne ihn glaubte sie nicht mehr ertragen zu können. Schließlich trennt sie sich von Carey und kehrt reumütig zu ihrem Mann Keats zurück.

## Kritik
La Jana wirkte vor allem durch die Geschmeidigkeit ihrer tänzerischen Bewegung". 

## Bedeutung
Menschen vom Varieté ist wie der Film Truxa als reiner Unterhaltungsfilm angelegt. Ebenso wie Truxa spielt die Handlung ausschließlich in der schillernden und bunten Welt der Artisten und Künstler. Das Publikum sollte von den dramatischen Handlungen und Personen unterhalten werden. Der Film warnt teils vor der Freiheit der Frau, ihren Lebenspartner selbst zu wählen. Die Frau, die dies im Film tut, leidet sehr unter ihrem Entschluss (La Jana). Während sich Silvia Castellani (La Jana) nach dem Ende ihrer Beziehung zu Jack Carey (Attila Hörbiger) von ihm aus Liebeskummer erschießen lassen will, gesteht Alice McLean (Christl Mardayn) Jack Carey gegen Ende des Films, dass ihre vermeintlichen Schwestern Gloria und Ruby ihre Töchter sind. Jack Carey weiß darum, war er doch einer der Stallburschen, die Alices Mann, als er einst aus der Zirkuskuppel stürzte und starb, aufhoben. Alice lernt Carey, den sie zuvor wegen des häufigen Wechsels seiner artistischen Partnerinnen verachtet hatte, von einer anderen Seite kennen und verliebt sich in ihn, der wiederum sie schon länger heimlich begehrte, und beide werden ein Paar. Damit kontrastiert diese aus Liebe gewonnene Partnerschaft mit der unglücklichen Bindung La Janas an Carey.